# Staré Hodějovice
Staré Hodějovice (dříve jen Hodějovice, též Hodovice, německy Hodowitz) jsou obec v okrese České Budějovice v Jihočeském kraji, necelých pět kilometrů jihovýchodně od Českých Budějovic. Žije zde přibližně 1 300 obyvatel (k 31. 12. 2022 byl uváděn počet 1311 obyvatel) .

## Historie
Nejstarší stopy prehistorického osídlení na území Starých Hodějovic pocházejí z období let 1900 až 1500 př. n. l. Západně od železniční tratě, která prochází od severu k jihu územím obce, byl nalezen předmět z pazourku z období mezolitu.
Přesnější datum založení vsi není známo, pravděpodobně se tak stalo v období první kolonizace ve 12. či 13. století. Obec byla založena jako poddanská, nikdy v ní nebylo žádné panské sídlo a do 20. století ani kostel.
První písemná zmínka o vsi jménem Hodowicz pochází až z roku 1407, kdy byla uváděna jako majetek pánů z Vidova. Po Janovi z Vidova se vystřídalo několik jiných majitelů. V závěru 15. století patřily Hodějovice Vokovi II. z Rožmberka. Rožmberky poté vystřídali Švamberkové a po třicetileté válce panství připadlo Schwarzenbergům, kteří vlastnili zdejší majetky až do počátku 20. století.
Až do 21. století se dochovalo původní urbanistické rozvržení obce, jejíž střed tvoří pravidelný čtverec o délce každé strany 140 metrů, obklopený v kruhu zástavbou vesnických domů.

## Přírodní poměry
V západní části katastrálního území se na pravém břehu řeky Malše nachází přírodní památka Tůně u Špačků.

## Pozůstatky těžby
V lokalitě Na Verku u cesty ze Starých Hodějovic do Srubce se nachází studánka, která je ve skutečnosti výtokem důlních vod ze zatopeného dolu Sv. Jan Nepomucký. Důl byl v provozu v letech 1818–1853 a 1910–1914.

## Pamětihodnosti
- Kostel Panny Marie – pseudogotický kostel z roku 1900
- Výklenkové kapličky z 19. století – na návsi u kostela, u domu čp. 171 v ulici Hodějovická, u domu čp. 353 v ulici Pod Lomem 353 a u domu čp. 165 v Dolní ulici
- Křížky – dva v ulici K Hůrce a jeden jižně od vsi
- Památný strom – vrba v ulici K Hůrce
- Pomník obětem první světové války na návsi s nápisem:

Padli 

1914–1918 

Novotný Ftrantišek 

Liška Václav 

Minař Stanislav 

Břeh Vojtěch 

Hůlka František

## Galerie

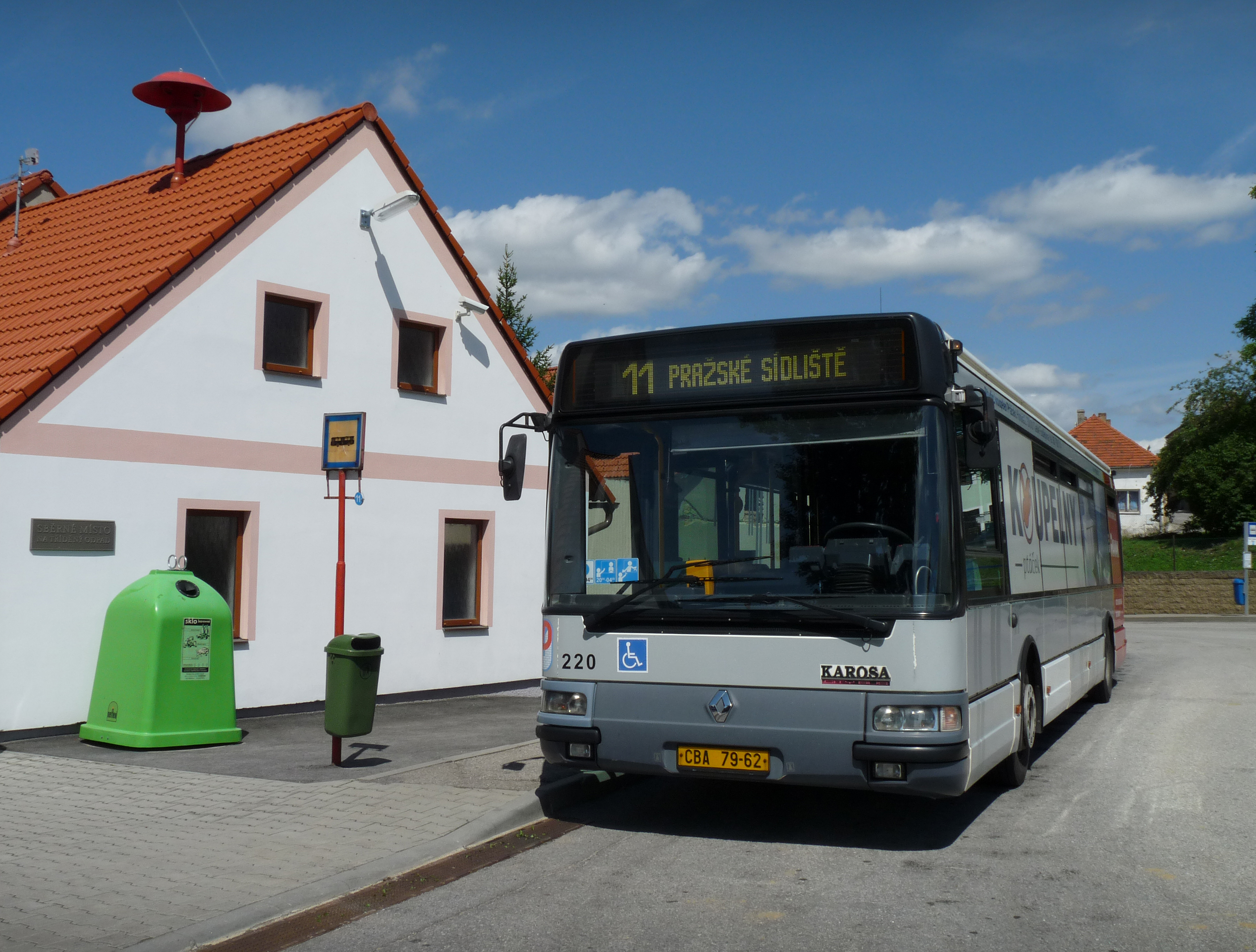
Autobusová zastávka Náves
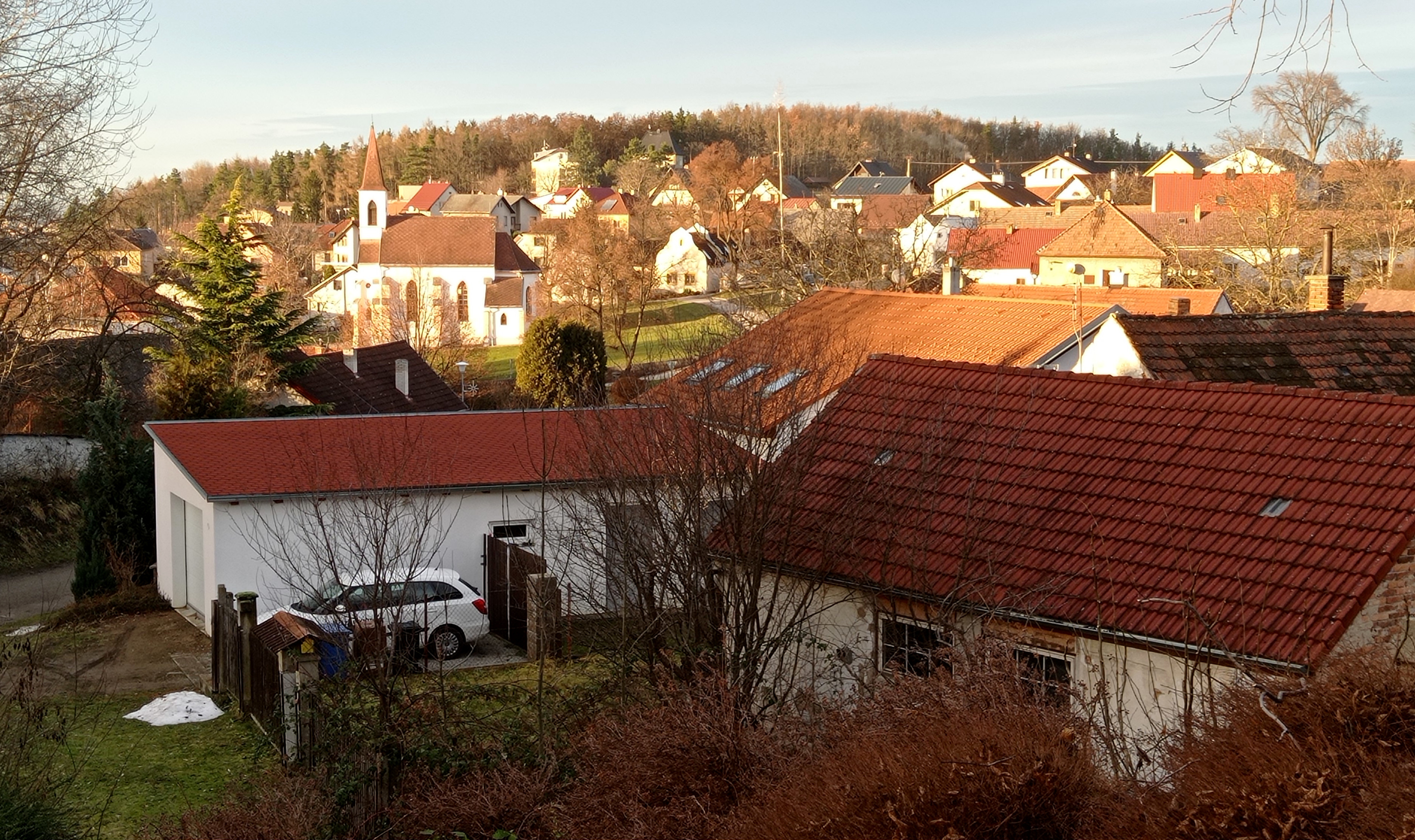
Pohled od jihu
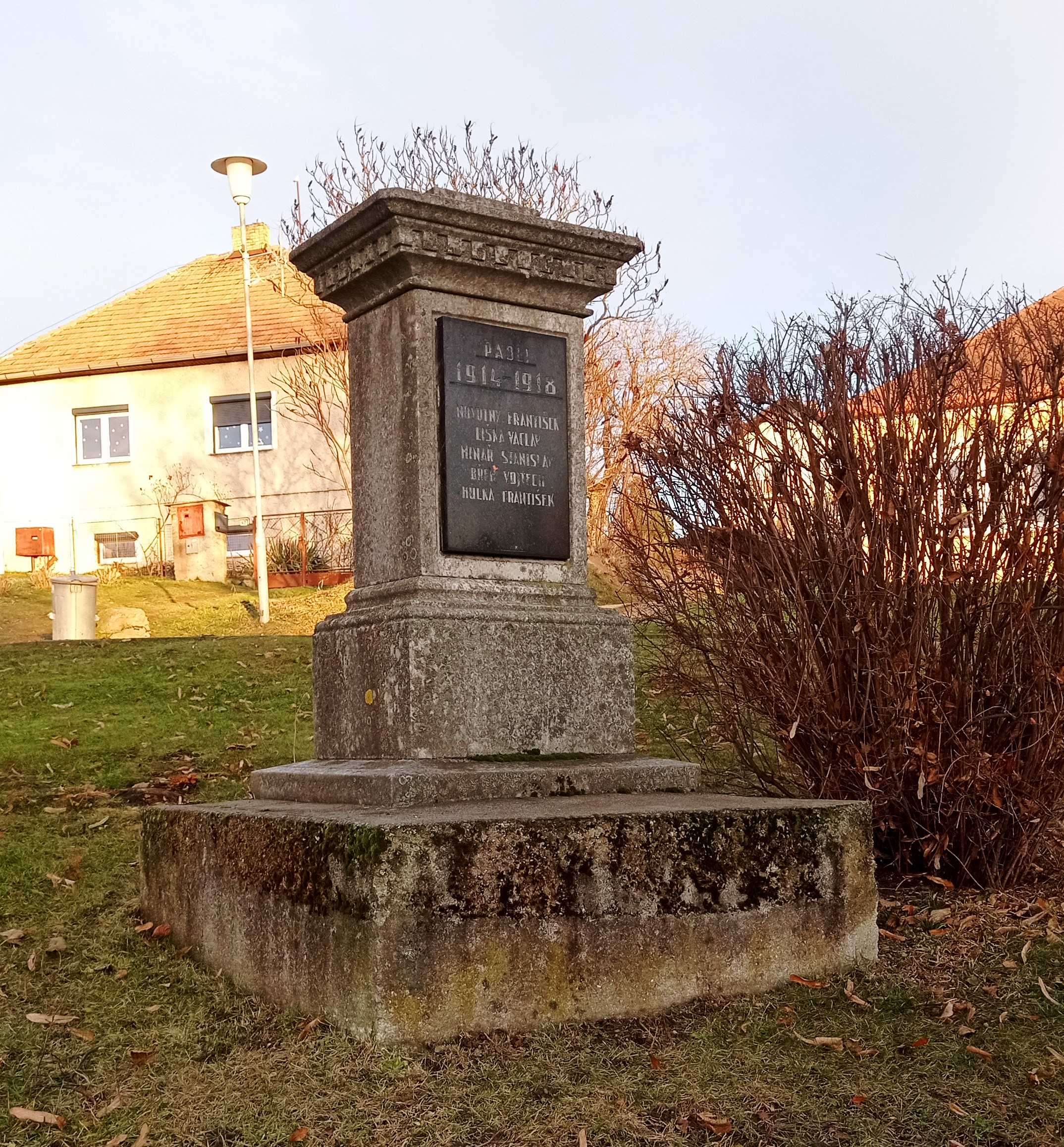
Pomník 1. sv. války
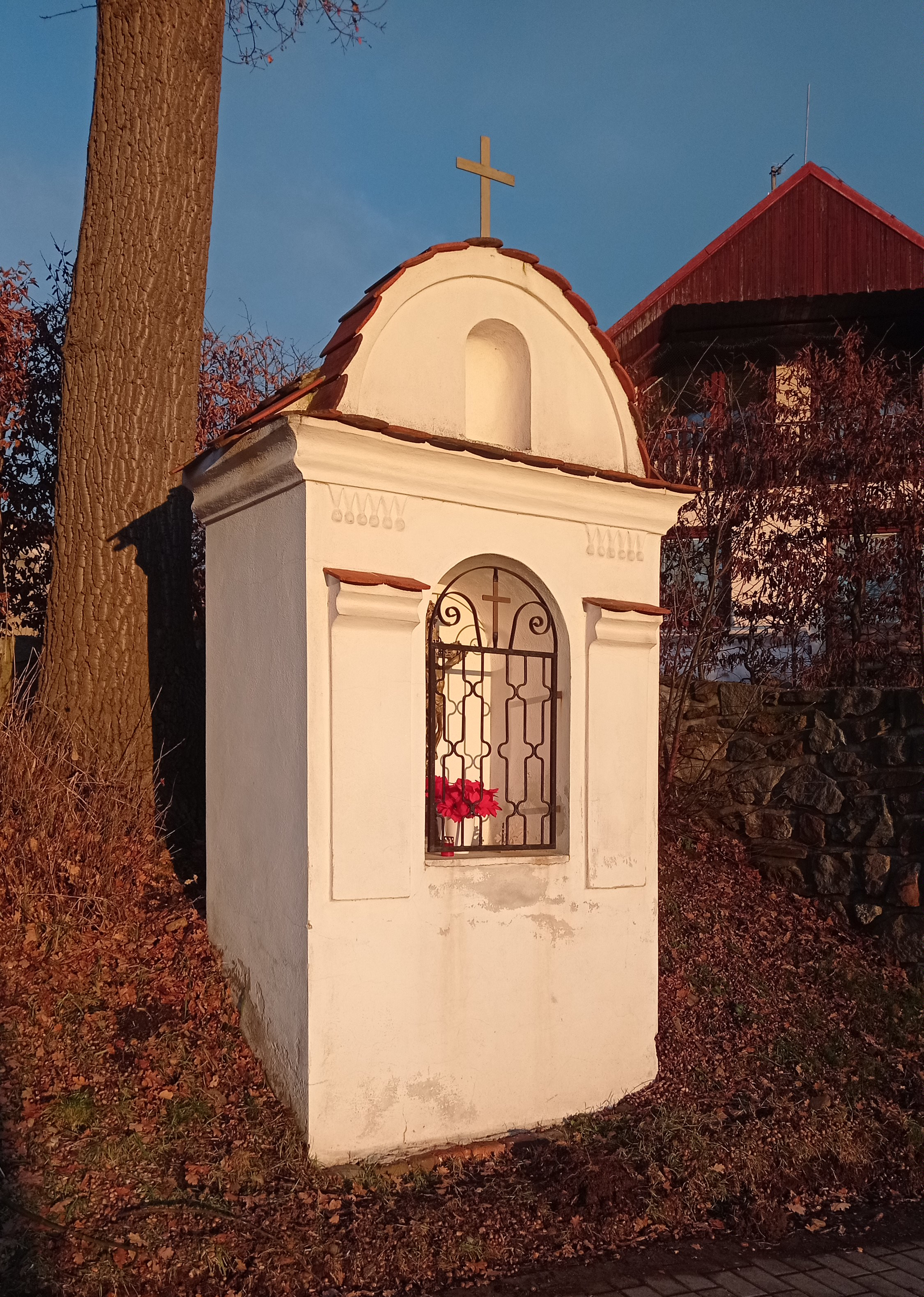
Kaple v Hodějovicé ul.
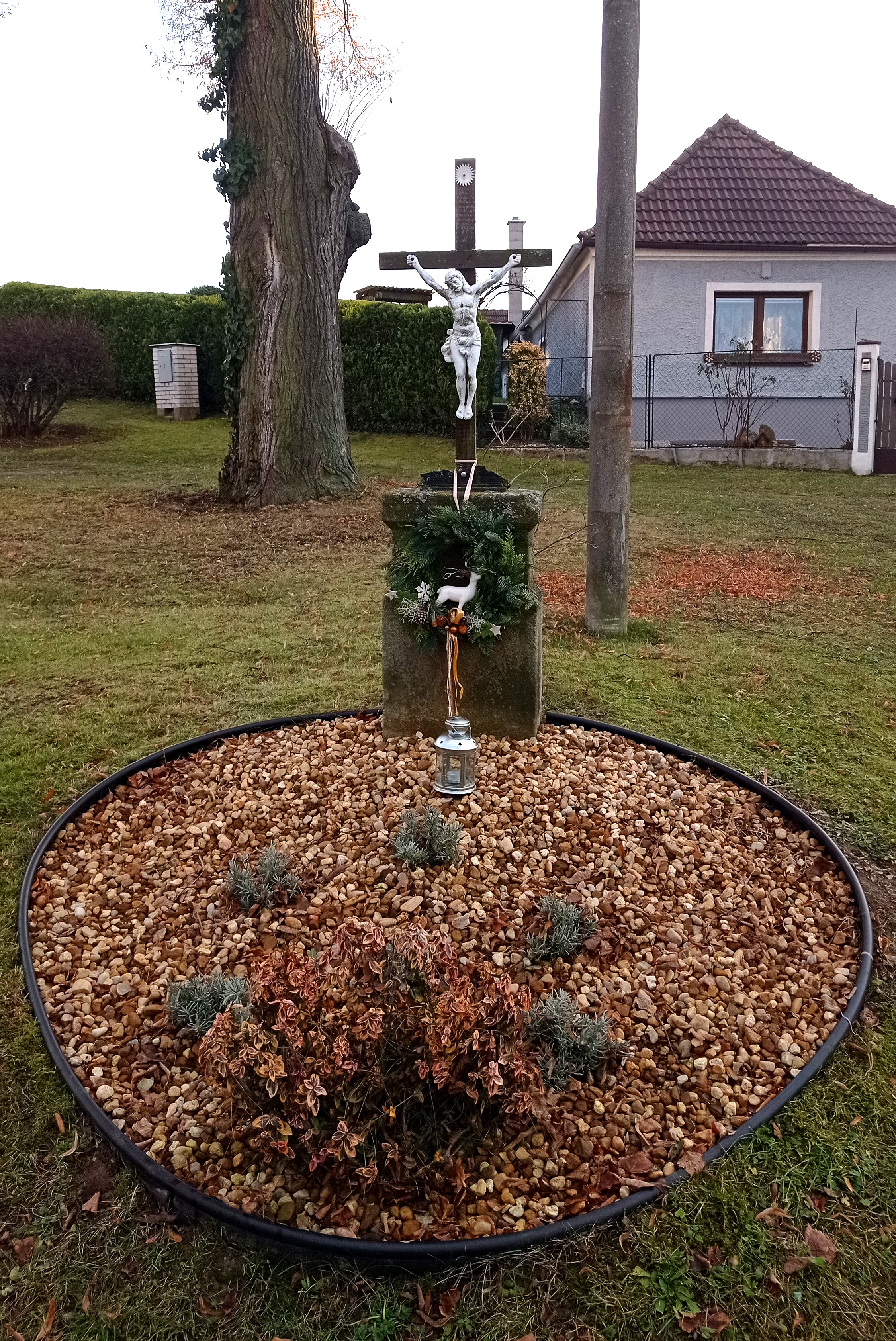
Křížek K Hůrce
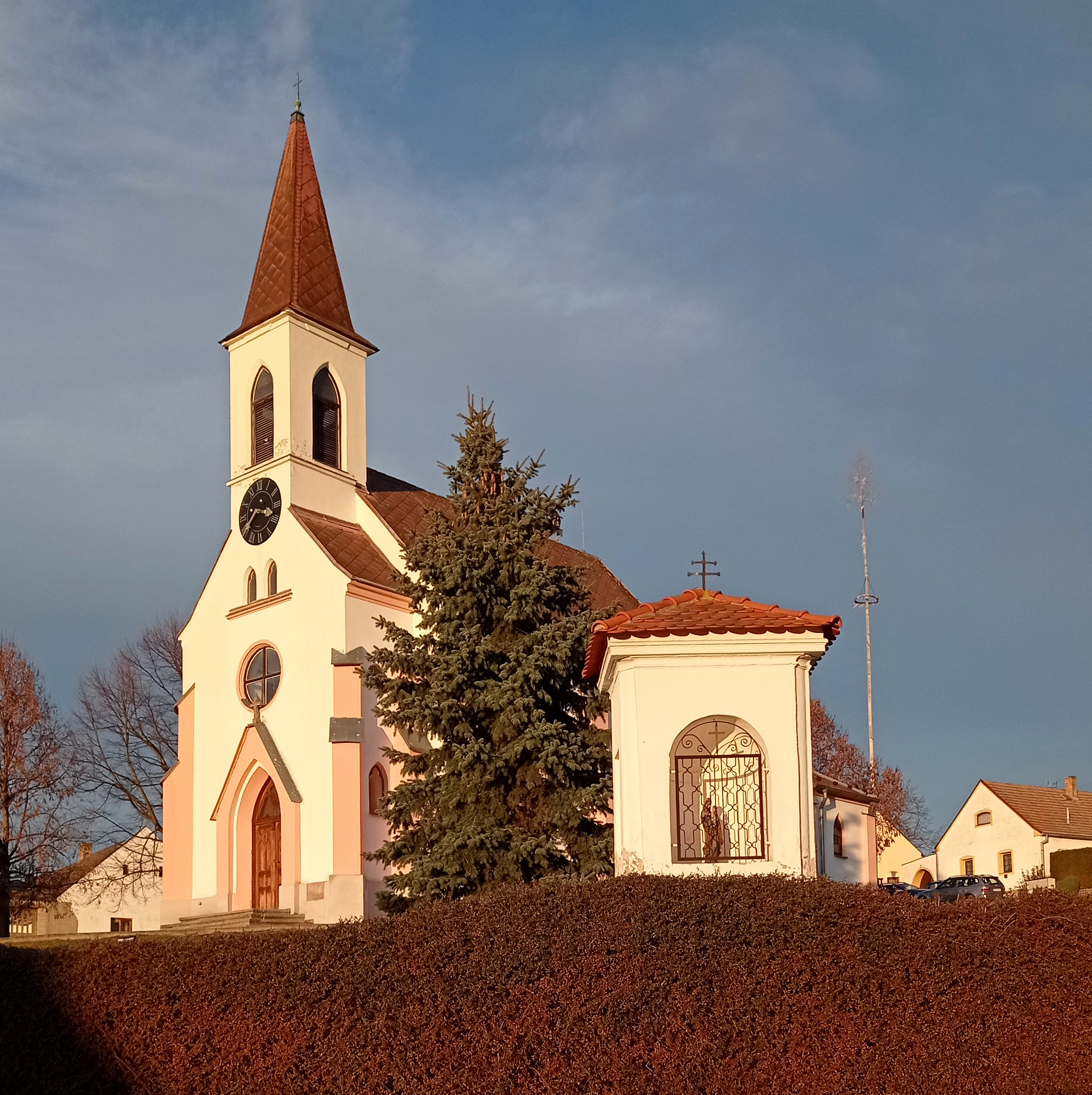
Kostel s výklenkovou kaplí
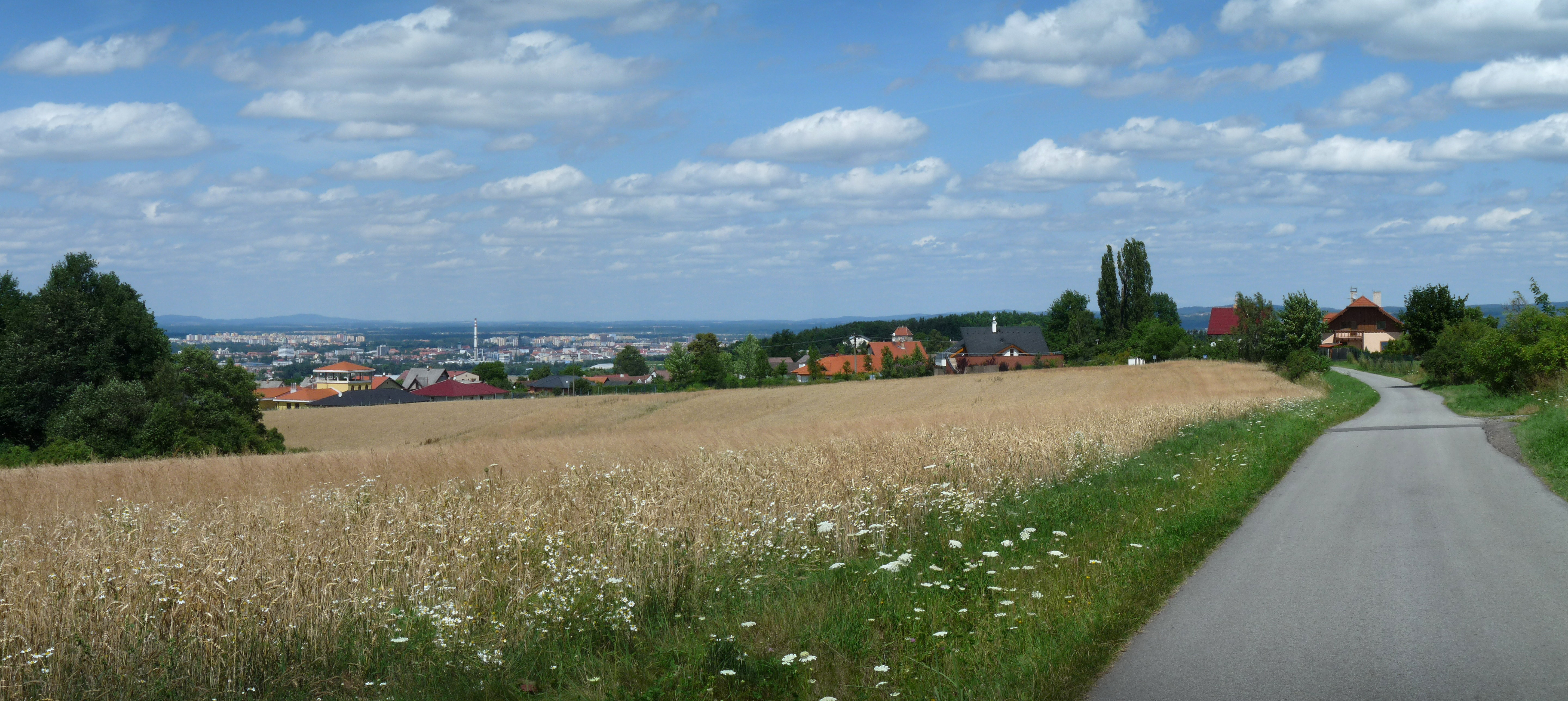
Pohled od jihovýchodu